# Kvinesdal
Kvinesdal er en by i Agder fylke i Norge med omkring 5.500 indbyggere. 46% af dem bor i tætbebygget område. Kommunens administrationsby hedder Liknes. Her mødes de to elve Kvina og Litleåna, som løber ud i Fedafjorden.
Kvinesdal har kontakt til kysten via Fedafjorden og grænser til Bygland i Aust-Agder i nord. I vest grænser den til Flekkefjord og Sirdal, i øst til Åseral og Hægebostad, i syd til Lyngdal og Farsund.
Kommunen har navn efter elven Kvina. Navnet kommer fra det norrøne "hvín", som betyder elvens brus.
De fleste indbyggere i kommunen bor i byerne Kvinlog, Kvinesdal, Øyestranda og Feda.
Fra 2006 til 2011 afholdtes Norway Rock Festival i tre dage i juli.

## Kommunens historie
Fra 1837 til 1840 udgjorde områderne Liknes og Feda Kvinesdal formandskabsdistrikt. I 1841 blev også Fjotland en del af dette. I 1858 blev Fjotland igen en selvstændig kommune – og var det til 1963.
Fra 1858 til 1899 udgjorde Liknes og Feda Kvinesdal kommune. I 1900 skiltes de to kommuner. Fra 1900 til 1916 brugtes navnet Liknes , men i 1917 skiftede Liknes kommune navn til Kvinesdal.
Fra 1963 blev de tre kommuner igen slået sammen til Kvinesdal kommune.

## Minesamfundet Knaben
I det nordlige Kvinesdal ligger det nedlagte minesamfund Knaben. Molybdæn-gruberne var i drift fra 1885 til 1973. Molybdæn bruges blandt andet i stållegeringer i våbenproduktion. Under anden verdenskrig var anlægget bevogtet af 1.000 tyske soldater. De allierede gennemførte bombetogter mod Knaben, men det lykkedes ikke at stoppe driften.
Der var i 2006 planer om at optage driften igen på grund af øgende priser på molybdæn på verdensmarkedet.

## Sarons Dal
Sarons Dal ved Litlåna i Kvinesdal er hovedcenteret for stiftelsen Troens Bevis Verdens Evangelisering (TBVE), som er en missionsorganisation opbygget af evangelisten Aril Edvardsen. I Sarons Dal er der bibelskole, badeland, campinghytter og en hal med plads til over 4.000 mennesker. Fra centeret styres 1.000 missionærer i mange lande, og 24 timer i døgnet sendes kristne tv-programmer til seere over hele verden; satellitkanalen hedder Miracle Channel.

## Amerika-kontakt
Kvinesdal er præget af, at der har været en stor udvandring til USA. Man ser det på byggeskik, juledekorationer, haver, bilparken og hører det i sproglige detaljer. Bagagerummet på bilen kalder nogen for «trunk». Drengenavne som Andy, Stanley og Steven og pigenavne som Alice, Cindy, Gladys og Sherry er nok mere udbredte her end andre steder i Norge. 10% af alle bosatte i Kvinesdal er amerikanske statsborgere, og hvert år afholdes Kvinesdal udvandrerfestival.